# نوربرت لئو بوتس
نوربرت لئو بوتس (انگلیسی: Norbert Leo Butz؛ زادهٔ ۳۰ ژانویهٔ ۱۹۶۷) یک هنرپیشه و خواننده اهل ایالات متحده آمریکا است. وی از سال ۱۹۹۶ میلادی تاکنون مشغول فعالیت بوده‌است.
از فیلم‌ها یا برنامه‌های تلویزیونی که وی در آن نقش داشته‌است می‌توان به اشاره کرد.
بوتز از بهار سال ۲۰۰۸ در دانشگاه درو، مدیسون، نیوجرسی در بخش نمایشی تدریس می‌کرد.

## گزیده فیلمشناسی
از فیلم‌ها یا برنامه‌های تلویزیونی که وی در آن نقش داشته‌است می‌توان به آثار زیر اشاره کرد.
- دن در زندگی واقعی (۲۰۰۷)
- بازی منصفانه (فیلم ۲۰۱۰) (۲۰۱۰)
- دیسکانکت (فیلم) (۲۰۱۲)
- معلم انگلیسی (فیلم) (۲۰۱۳)
- سی‌اس‌آی (۲۰۱۰)
- همسر خوب (۲۰۱۱)
- برنامه آخر وقت با دیوید لترمن (۲۰۱۱)
- سلام از تیم باکلی(۲۰۱۲)
- وضعیت خوب (۲۰۱۹)